# Metropolia kalkucka
Metropolia Kalkucka – jedna z 24 metropolii kościoła rzymskokatolickiego w Indiach. Została erygowana 1 września 1886.

## Diecezje
- Archidiecezja kalkucka
  - Diecezja Asansol
  - Diecezja Bagdogra
  - Diecezja Baruipur
  - Diecezja Dardżyling
  - Diecezja Jalpaiguri
  - Diecezja Krisznagar
  - Diecezja Raiganj

## Metropolici
- Paul-François-Marie Goethals (1886-1901)
- Brice Meuleman (1902-1924)
- Ferdinand Périer (1924-1960)
- Vivian Anthony Dyer (1960-1962)
- Albert Vincent D’Souza (1962-1969)
- kard. Lawrence Trevor Picachy (1969-1986)
- Henry Sebastian D’Souza (1986-2002)
- Lucas Sirkar (2002-2012)
- Thomas D’Souza (od 2012)